# Georg Dimanski
Georg Dimanski (* 12. November 1940; † 22. November 2020) war ein deutscher Fußballspieler. Mit der Betriebssportgemeinschaft (BSG) Motor Zwickau spielte er in der DDR-Oberliga, der höchsten Spielklasse des DDR-Fußballverbandes. 1963 wurde er mit Motor Zwickau Pokalsieger. Dimanski war Junioren-Nationalspieler.

## Leben und Karriere
Dimanski begann seine Fußball-Laufbahn bei den Nachwuchsmannschaften des SC Turbine Erfurt, der zu dieser Zeit Fußballschwerpunkt im Thüringer Bereich war. Am 28. Juni 1959 bestritt er sein einziges Spiel mit einer DDR-Auswahl. Im Junioren-Länderspiel Ungarn – DDR (3:0) stand er als zentraler Abwehrspieler in der Mannschaft. Mit 19 Jahren wechselte er zum Oberligisten Motor Zwickau und bestritt sofort nach dem Wechsel in der Saison 1960 seine ersten Oberligaspiele. Als Spieler im Mittelfeld erkämpfte er sich sofort einen Stammplatz in der Motor-Elf, den er bis 1964 verteidigen konnte. An der Freundschaftsspielreise in den Nahen Osten in der Winterpause der Oberligasaison 1960/61 nahm Dimanski nicht teil, da er wegen eines Fouls im letzten Punktspiel der ersten Halbserie gegen Lok Leipzig rotgesperrt war.
Den größten Erfolg seiner Fußball-Laufbahn errang Dimanski 1963. Am 1. Mai stand er mit Motor Zwickau als linker Mittelfeldspieler im Endspiel um den DDR-Fußballpokal, das die Zwickauer mit 3:0 über Chemie Zeitz gewannen.
Im Frühjahr 1964 verletzte sich Dimanski so schwer, dass er ein Jahr lang nicht in der Oberliga eingesetzt werden konnte. Am 21. März 1965 bestritt er sein letztes Oberligaspiel in der Begegnung SC Karl-Marx-Stadt – BSG Motor Zwickau (3:0), danach beendete er seine Laufbahn als Leistungssportler. Im Laufe von sechs Jahren war er in 103 Oberligaspielen eingesetzt worden und hatte als Abwehr- und Mittelfeldspieler sechs Tore erzielt.
Als Freizeitfußballer spielte Dimanski ab 1965 bei der viertklassigen BSG Stahl Fackel im späteren Zwickauer Stadtteil Mosel und wurde dort später Trainer. Der Nachfolgeverein SV 1946 Mosel ernannte Dimanski zum Ehrenmitglied.